# Seán Whelan
Seán Whelan (* 21. Januar 1944 in Nenagh; † 10. Oktober 2004 in Ankara) war ein irischer Diplomat.

## Leben
Whelan besuchte die Schule der Christian Brothers in seiner Geburtsstadt Nenagh und danach das Rockwell College.
Während seiner diplomatischen Karriere war Whelan an den irischen Botschaften in Frankreich, Saudi-Arabien und im Libanon tätig. Des Weiteren arbeitete er in den Ständigen Vertretungen Irlands bei den Vereinten Nationen in New York City und bei der Europäischen Union. 2001 wurde er irischer Botschafter in der Türkei. Dieses Amt bekleidete er bis zu seinem Tod. 
Whelan starb 2004 im Alter von 60 Jahren in Ankara und wurde auf dem Lisboney Cemetery in Nenagh begraben. Er hinterließ vier Söhne.